# Karel Horký (novinář)
Karel Horký (25. dubna 1879, Ronov nad Doubravou – 2. března 1965, Praha) byl český novinář, zejména fejetonista, spisovatel, kritik a vydavatel.

## Život a působení

### Novinářské začátky a předválečná léta
Karel Horký se narodil 25. dubna 1879 v Ronově nad Doubravou u Čáslavi. Jeho otec byl důchodním na císařském panství, matka pocházela z mlynářské rodiny. Od roku 1891 začal studovat na gymnáziu v Hradci Králové, ale po čtyřech letech z něj vystoupil. Pracoval jako myslivecký i poštovní praktikant. Začal publikovat v Humoristických listech a po marných pokusech prosadit se v Praze od roku 1901 působil v Rokycanech jako redaktor a zprvu korektor nového krajinského týdeníku Žďár, vydávaného Josefem Bartolomějem Zápotočným.
V roce 1903 se oženil s Hermínou Hlavsovou, která však po několika měsících zemřela. Téhož roku se po prvních žurnalistických zkušenostech osamostatnil a začal vydávat první ze svých vlastních časopisů „Kramerius“. Po přestěhování do Prahy v roce 1906 nastoupil do týdeníku Národní obzor, kde jeho talent usměrňoval Gustav Gamma Jaroš. Horký se etabloval jako bystrý a kritický fejetonista. Krátce působil i v Humoristických listech, souběžně se věnoval literatuře a dramatu, 16. ledna 1908 mělo v Národním divadle premiéru jeho drama Vodopád Giessbach. V září uzavřel sňatek s Emanuelou Dürichovou (1884–1973), dcerou agrárního politika a poslance říšské rady Josefa Düricha.
Od roku 1909 vydával Horkého týdeník, od něhož přešel k literární revui „Stopa“ s původně čtrnáctidenní periodicitou. V obou listech debutovalo či publikovalo mnoho zajímavých postav české literatury jako Karel Čapek, Josef Čapek, Vladislav Vančura, Helena Malířová či Marie Majerová. V roce 1912 se Horký přestěhoval i s manželkou a dcerou Věrou (narozena 5. června 1909) do Paříže, odkud nadále redigoval Stopu.

### První světová válka a protirakouský odboj
Po vypuknutí první světové války nalezl útočiště ve Španělsku (postupně žil v Barceloně, Valencii, San Vicente, Granadě a Madridu) a v portugalském Lisabonu. V roce 1915 se apelem Teď, anebo nikdy přihlásil k protirakouskému odboji, přispíval do časopisu „Československá samostatnost“ a českých periodik v USA. V říjnu 1916 připlul do New Yorku, kde zprvu působil ve shodě s Českým národním sdružením, s jehož představiteli navázal ještě ve Španělsku kontakt.
Již na americké půdě se 30. ledna 1917 narodila jeho druhá dcera Alena. Od února téhož roku vydával časopis „Poděbradka“, jímž podporoval zahraniční akci v intencích Tomáše Garrigua Masaryka a Edvarda Beneše, stejně jako statí Třetí armáda. Roku 1917 se ovšem s vedením československého odboje dramaticky rozešel, a to kvůli odstavení svého tchána Düricha, jenž byl kvůli odlišné politické orientaci vázané na Rusko zbaven funkce místopředsedy Československé národní rady. Svá stanoviska, namířená nejvíce proti E. Benešovi, Horký vysvětlil v pamfletu Dürichův národ a Benešovo obecenstvo (1917), posléze kriticky hodnotil i T. G. Masaryka. I poté ovšem svou publicistikou podporoval snahy o samostatnost, po vzniku ČSR věnoval legionářům brožuru Z vašich rukou.

### Za první republiky
V roce 1921 přijel do Československé republiky, usadil se v Dürichově mlýně v Klášteře Hradišti nad Jizerou, jako novinář se i kvůli opozičním politickým názorům, shrnutým v knize Vlast (1921) nemohl uplatnit. Až v roce 1923 nastoupil jako redaktor humoristického časopisu Švanda dudák.
K politické publicistice se vrátil až v roce 1926 polemikou s Karlem Čapkem Masaryk redivivus? Následujícího roku se stal redaktorem nového pravicového týdeníku „Fronta“, jehož program zprvu formovali i Viktor Dyk a Lev Borský. Sympatizoval s agrární stranou, jejíž politik Milan Hodža měl zprvu podíl na financování Fronty, i s uskupeními Jiřího Stříbrného. Za jeho Národní ligu byl v roce 1931 jako nezávislý zvolen do ústředního pražského zastupitelstva, později přešel k Národní demokracii.
Zapojil se do polemik s kulturní levicí, nadále ostře kritizoval E. Beneše a Hrad. Po Benešově zvolení prezidentem v roce 1935 ale došlo k otupení útoků a Horkého texty, jež od roku 1937 pravidelně publikoval i v Národních listech, získaly smířlivý tón.

### Mnichov, okupace a komunistický režim
Po Mnichovu 1938 Horký odmítl možnosti, které se mu jako známému pravicovému novináři otevřely, zastával se bývalých názorových protivníků v čele s Karlem Čapkem, a protestoval proti úsilí kontrolovat a sjednotit kulturní tvorbu a podřídit ji ideologické a výchovné funkci. Stavěl se také proti zuřivému potírání kulturní levice a pokusům o čistky. Díky tomu se smířil se svým protivníkem v polemikách Ferdinandem Peroutkou.
Po okupaci raději ukončil vydávání Fronty. S pochopením popisoval úlohu politiků a prezident Emil Hácha ho pozval na Pražský hrad, aby se mu svěřil s tím, jak prožíval noc ze 14. na 15. března, kterou strávil na jednání v Berlíně, a proč se podvolil německému nátlaku. Výrazem Horkého nové společenské pozice je skutečnost, že v roce 1939 nastoupil do koncernu Melantrich jako redaktor Nedělního Českého slova. Po nevyslyšených výzvách k psaní aktivistických článků a problémech s cenzurou v roce 1943 z listu odešel a k redaktorské činnosti se už nikdy nevrátil. Svým jménem zaštítil Kruh přátel D 40, jehož se stal předsedou.
Po osvobození usiloval o odjezd do USA, ale bez úspěchu. Nebylo mu dopřáno vrátit se k redaktorské činnosti, po komunistickém převratu v únoru 1948 mu sice vyšly dvě knihy, ale nikoli jeho dvoudílné paměti Dýmka míru a Ze zápisků věčného žáka. Pravidelněji publikovat mohl až od konce 50. let v deníku Lidová demokracie.

### Citát
| „                  | Karla Horkého jsem měl rád od svých studentských let. Už si nevzpomínám, co nás nejdříve u něho fascinovalo. Byla to nejspíš Horkého čítanka, kterou objevil někde František Němec. Četli jsme ji vášnivě. Nosil jsem ji i do školy spolu se školními knihami v aktovce. Obdiv k Horkému nás neopouštěl, ani když jsme začínali číst Gellnera a St. K. Neumanna. Uctívali jsme v něm statečného, svobodného a nekonformního spisovatele, který se nebál říci, co si myslí...Horký byl živý, nesmírně zvídavý člověk, jak dobří novináři bývali. Jako fejetonistu jsem si už dávno Horkého zařadil mezi Nerudu a Čapka, dva mistry této formy. Život mu nedával spočinout a on nedával spočinout životu. Byl impulsivní, hbitý i pozorný, byl všude a dovedl psát o mnohém. V jeho mládí nebyla ještě vynalezena reportáž, musil mu stačit na vše fejeton. A stačil. | “ |
| — Jaroslav Seifert | |   |

### Fejetony Karla Horkého
Fejeton byl Horkého nejvlastnějším tvůrčím projevem. Bezprostředně navazoval na fejetonistickou tvorbu Josefa Svatopluka Machara a už před světovou válkou mu vyšlo několik výborů, které obsahovaly i povídky a drobné žánry. Vystupoval jako vášnivý obhájce průměrného občana proti všem nespravedlnostem, korupci, militarismu, klerikalismu, byrokracii a oficiálním institucím, stejně jako pokrytectví či falešné morálce. Díky tomu Horkého literární kritik František Xaver Šalda nazval „rytířem ulice“ a literární kritik Arne Novák „rytířem fejetonu“.
Horkého krédo znělo: „Štípe-li bolest, nechám ji vyštípat, kouše-li, nechať kouše. Má-li bolest vyžrané zuby, neplombuji jich. Otevře-li se kde rána, hledím do ní. Nejsem lazebník ani plombér.“ Od útočnosti, často přeháněné, a sklonu ke sžíravé satiře však postupně přešel k laskavému humoru a odpolitizovaným tématům, k popisu drobných radostí i starostí člověka či rozmarné úvaze. Velkým přínosem bylo promítnutí osobní zkušenosti a zážitků z různých prostředí.

## Dílo
- Baťoch. K. Horký. Černošice u Prahy 1924
- Bejvávalo... aneb Loupežníci na Chlumu. K. Horký. Černošice u Prahy 1924
- Cestou necestou. Čsl. spisovatel, Praha 1954
- Deset let od smrti Josefa Düricha. Fronta, Praha 1937
- Dědeček. Karel Teytz, Praha 1929
- Dürichův [Dyrichův] národ a Benešovo obecenstvo. Poděbradka, New York 1917
- Dýmka míru. První kniha vzpomínek. Kvasnička a Hampl, Praha 1948
- Haně Kvapilové knížečka smutku. Praha 1907
- Horkého čítanka. František Radoušek, Přerov 1909
- Hory a doliny se srovnávají. Hejda a Tuček, Praha 1909
- Honza na trůně. Um. lidu, Praha 1950 (II. vyd.)
- Hřivna. K. Janský, Praha 1912
- Incognito. Kus ztracené historie. Kramerius, Rokycany 1904
- Kašpárek. Dělnická akademie, Praha 1910
- Když vesla vypadnou. B. Kočí, 1906
- Kouř z Ithaky. F. Topič, Praha 1926
- Kramářova sonáta [sonata]. K. Janský, Praha 1911
- Marco Polo a jiné povídky. Kroužek přátel Karla Horkého. New York, 1921
- Masaryk redivivus? Několik otázek k otázkám Karla Čapka. A. Neubert, Praha 1926
- Má úcta! F. Topič, Praha 1917
- Michelské litanie. K. Horký, Praha 1913
- Mizérie... [Mizerie...] Několik upřímných kapitol české inteligenci. K. Horký, Rokycany 1903
- Na neshledanou. A. Hynek, Praha 1946
- Nové národní písně. Annemasse 1915
- Paličovy sloky. K. Horký, Rokycany 1905
- Pátek. E. Leschinger, Praha 1908
- Pískání v lese. A. Srdce, Praha 1939
- Plachá dvojice I, II. Melantrich, Praha 1940
- Pozdní shledání. Verše mladosti. Toužimský a Moravec, Praha 1948
- Předčasně zesnulý Franz Schmiedberg. Odborná škola typografická, Praha 1931
- Pštrosí péro. J. Otto, Praha 1912
- Půl čtvrté odpoledne. B. Kočí, Praha 1929
- Sedm dní v Lurdech. Tiskový výbor Českoslovanské sociálně demokratické strany dělnické časopis Zář, Praha 1905
- Srážka vlaků. Rokycany 1902
- Starosta Lišák. Antonín Chmelík, Praha 1931
- Stovka. K. Horký, Chicago 1919
- Svatá Drahota. K. Horký, Praha 1911
- Svatební cesta. Listy z bojiště. Šolc a Šimáček, Praha 1931
- Světélka. K. Horký, Chicago 1919
- Teď anebo nikdy. České národní sdružení v Americe, Chicago 1915. Pod názvem Americký leták, Václav Rytíř, Praha 1919
- Třetí armáda. Sdružení českých novinářů, Chicago 1916
- Tunel. Stopa, Praha 1911
- Verše intimní. Antonín Reis, Praha 1910
- V tomto slzavém údolí. Grosman a Svoboda, Praha 1913.
- V tomto zábavném údolí. Kvasnička a Hampl, Praha 1944.
- Vlast. K. Horký, Klášter nad Jizerou 1921.
- Vodopád Giessbach. Politika. Praha 1908
- Výlety do politiky. J. Springer, Praha 1931
- Zápisky věčného žáka (Paměti a vzpomínky). Štěstí zakázáno (rukopis uložený v LA PNP)
- Zasláno. J. R. Vilímek, Praha 1913
- Z vašich rukou. K. Horký, Chicago 1919

### Periodika vydávaná K. Horkým
- Kramerius (1903–1906)
- Horkého týdeník (1909)
- Stopa (1909–1914)
- Šašek krále Václava (1916)
- Poděbradka (1917–1919)
- Poutník (1922)
- Fronta (částečně, 1927–1939)